# Joaquim Espalter
Joaquim Espalter i Rull sau, în spaniolă, Joaquín Espalter y Rull (n. 30 noiembrie 1809, Sitges, Catalonia, Spania – d. 3 ianuarie 1880, Madrid, Noua Castilie⁠(d), Spania) a fost un pictor spaniol de ascendență catalană care și-a petrecut cea mai mare parte a carierei la Madrid; cunoscut în primul rând pentru portrete și scene istorice.

## Biografie

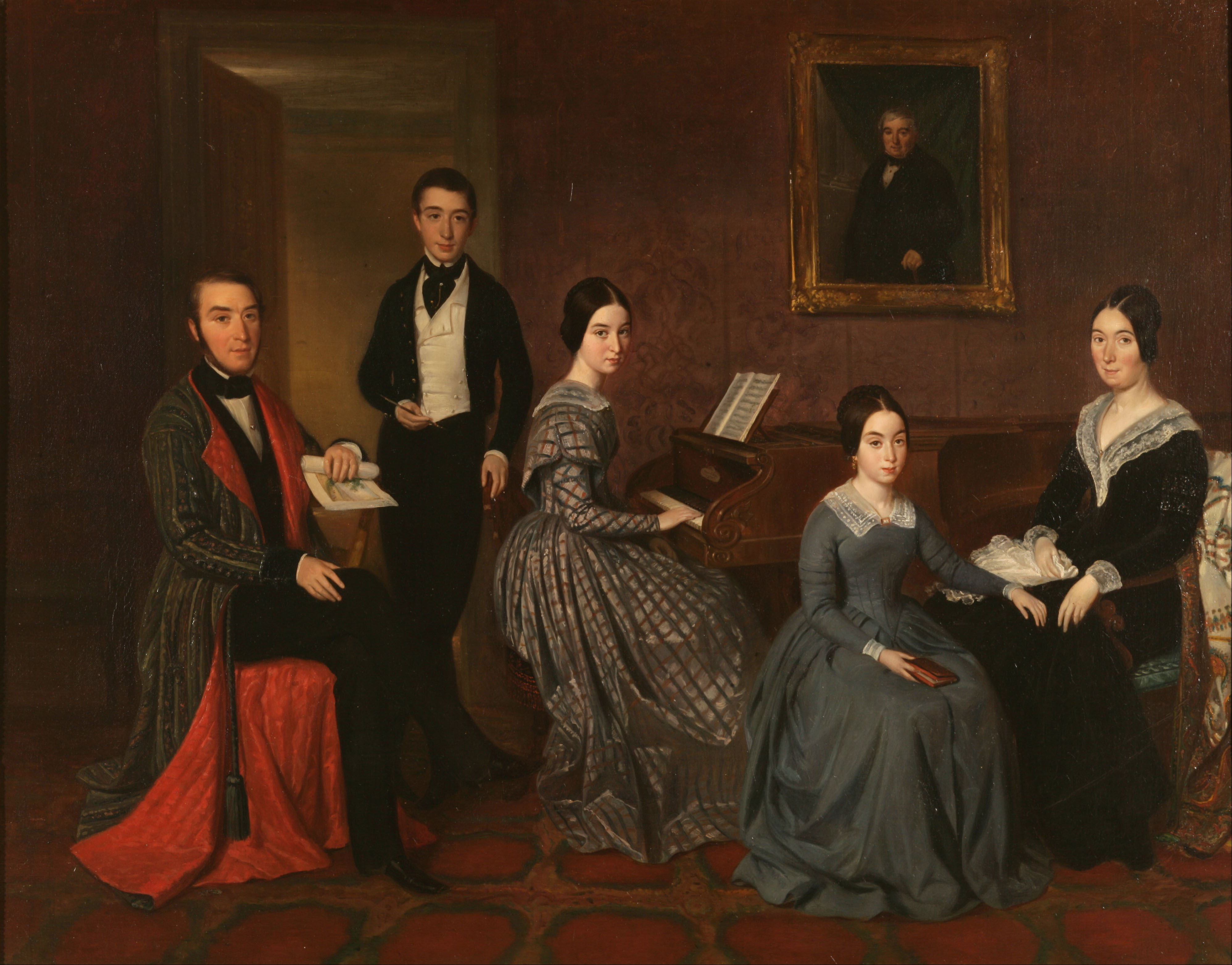
Familia bancherului Jorge Flaquer

S-a născut la Sitges, într-o familie de negustori din Barcelona, care locuia temporar în Sitges ca urmare a Războiului Peninsular. Când s-au întors acasă, a studiat la o școală piaristă, după care a fost trimis la Montpellier timp un an pentru a studia afaceri. Între 1823 și 1828, după ce a decis să se dedice picturii, a locuit la Barcelona și a urmat cursurile Escola de la Llotja⁠(d).
După o scurtă ședere la École des Beaux-Arts din Marsilia, s-a mutat la Paris în 1829 și a studiat cu Antoine-Jean Gros, apoi s-a stabilit la Roma în 1833, unde a devenit parte a unui grup de pictori catalani asociați cu mișcarea nazarineană, printre care se numărau Claudi Lorenzale⁠(d) și Pelegrí Clavé⁠(d). A fost un mare admirator al lui Fra Angelico și a lui Giotto și a efectuat mai multe vizite în Toscana. În 1839 a prezentat mai multe lucrări în cadrul unei expoziții importante la Florența.
În 1842, s-a stabilit la Madrid și a fost numit profesor la Real Academia de Bellas Artes de San Fernando. În 1847, împreună cu Federico de Madrazo și cu scriitorul Eugenio de Ochoa⁠(d), a fondat un jurnal artistic de scurtă durată numit El Renacimiento („Renașterea”). Mai târziu, a fost numit pictor onorific al curții de către regina Isabela a II-a și, în 1860, profesor de desen la „Escuela Superior de Pintura, Escultura y Grabado”.
A avut o expoziție la Expoziția Universală (1855) și a devenit un participant regulat la Expoziția Națională de Arte Plastice după 1870, făcând parte ocazional din juriu. În 1872, a primit Marea Cruce a Ordinului „Isabela Catolica”.
Deși a pictat într-o varietate de genuri, a devenit cunoscut ca portretist și a fost foarte popular în rândul burgheziei locale pentru stilul său simplu și direct. Pe lângă portretele sale, a creat și decorațiuni pentru Teatrul Español⁠(d) (1848) și a realizat picturi murale pentru Universidad Central (1853-1858) și Palacio de Congreso de Diputados⁠(d). La Pamplona, a colaborat la lucrările decorative pentru „Salón del Trono” de la Palacio de la Diputación, unde a realizat o pictură murală care îl înfățișează pe Íñigo Arista devenind primul rege al Navarrei .

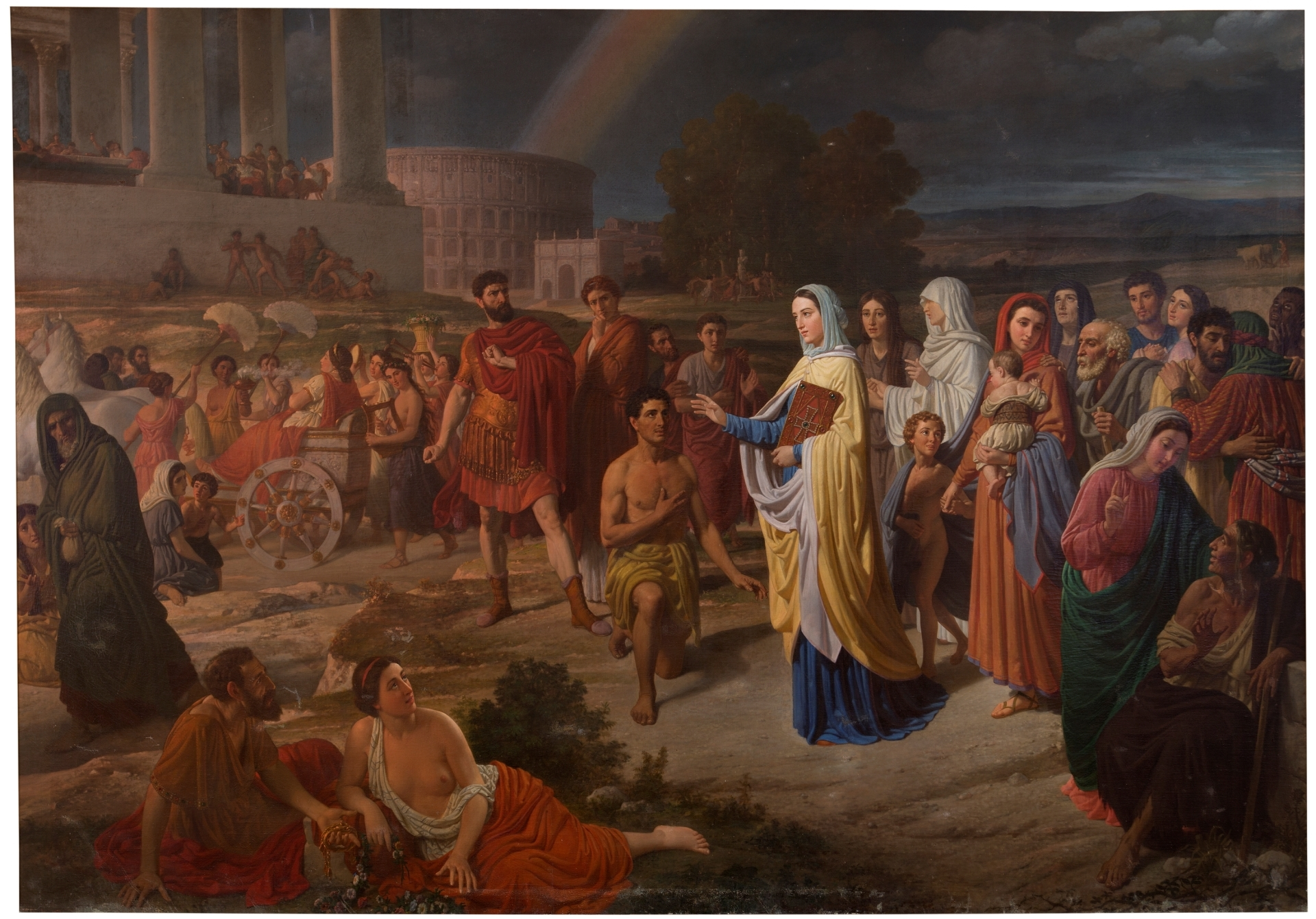
Epoca creștină

A murit la Madrid, la vârsta de 70 de ani.